# Дендример
Дендример или арборол (англ. dendrimer) — макромолекула с симметричной древообразной с регулярными ветвлениями структурой.

## Описание
Ветви дендримера имеют общую центральную группу. Дендример первого поколения (первой генерации) имеет одну точку ветвления в каждой ветви, второго поколения — две точки ветвления и т. д. Такое строение дендримеров достигается в ходе многоступенчатого процесса их синтеза (см. рис.). Дендримеры активно исследуются с 1980-х годов, и с тех пор получены уже сотни различных типов подобных макромолекул.
Дендримеры 3-го и более высоких поколений характеризуются высокой плотностью молекулярной структуры и имеют близкую к сферической форму. Растворы дендримеров обладают гораздо меньшей вязкостью, чем растворы других веществ с такой же молекулярной массой. Свойства дендримеров во многом определяются типом функциональных групп на их поверхности. Так, дендримеры с гидрофильными концевыми группами (например, карбоксильными) растворимы в воде, а с фторорганическими — в сверхкритическом CO2.
В настоящее время дендримеры активно исследуются в связи с возможностью их использования в самых разных областях. Дендримеры могут служить своеобразными контейнерами для создания системы металлических наночастиц практически одинакового размера, которые могут использоваться как катализаторы химических реакций, при изготовлении электронных устройств, специальных покрытий. Дендримеры с фотохромными группами способны преобразовывать световую энергию, что перспективно для использования в оптических устройствах. Дендримеры способны образовывать комплексы с другими молекулами, причем стабильность таких комплексов контролируется состоянием внешней среды. Это открывает возможности использования дендримеров в медицине в качестве носителей для направленной доставки генов или лекарственных веществ.
Благодаря контролируемым и воспроизводимым с большой точностью размерам макромолекул, дендримеры уже используются для калибровки в масс-спектрометрии, электронной и атомной спектроскопии, ультрафильтрации. Дендримеры, содержащие тяжелые металлы, используются в медицинской диагностике в качестве рентгеноконтрастного вещества.